# Меч (Halo)
«Меч» (Sword) — другий епізод другого сезону американського воєнного науково-фантастичного серіалу «Halo». Епізод написав Дебс Петерсон, сценарист — Ахмадц Гарба. Перший показ відбувся 8 лютого 2024 року.

## Зміст
Кван Ха після атаки Ковенанту на Мадригал опинилася на «Уламку». Вона тікає від кількох работорговців і зустрічається з малим сином Сорена, Кесслером. Кван попереджає Лаеру, що товариші Сорена зрадили його. Лаера вирішує тікати разом з Кесслером і Кван.
Тим часом Кобальтову команду «Спартанців» відправляють на місію замість Срібної. Джон роздратований цим рішенням — він розуміє, що Акерсон не довіряє і сумнівається в його боєздатності. Згодом Джон зізнається Кай, що бачив на Святилищі Макі, та робить припущення — Ковенант висаджував війська на планету для тренувань із захоплення більшого світу. Джон наказує своїй команді тренуватися інтенсивніше, передбачаючи, що Ковенант готує масштабне вторгнення. Це створює навантаження на Різ, яка відновлюється після травм.
Акерсон розповідає, що Перес не підтвердила свідчення Джона про зустріч з Елітами на Святилищі. Джон відвідує Перес — його запрошують за сімейну вечерю. Талія каже, що теж чує дивні звуки. І зізнається — вона не розповіла Акерсону про Еліти через провину того, хто вижив: всі її люди загинули, а вона не може пояснити, як уціліла.
В той час Акерсон, який тримає Голзі в полоні віртуальної реальності, використовує Кортану задля визначення загрози, що насувається.
Коли Кобальтова команда не повертається зі своєї місії, Джон самовільно відстежує нещодавні переміщення «Спартанців» і розуміє, що Ковенант порушує зв'язок, перш ніж знищити планети. А Кобальтова команда виконує таємне завдання на Рубежі. Чіф збирає Срібну Команду, коли розуміє, що Ковенант вже висадився на Рубіж.
В іншому місці планети, на базі «Меч», загін Елітів у супроводі Макі і Арбітра вбиває загін піхотинців ККОН (Космічне Командування Об'єднаних Націй) і виявляє стародавній артефакт.

## Сприйняття та відгуки
Станом на травень 2025 року на сайті «IMDb» серія отримала 7,1 бала підтримки з можливих 10 при 3382 голосах користувачів.
Еш Перріш для «The Verge» зазначав: «Другий епізод під назвою „Меч“ набагато легший за екшеном. Він з лихвою компенсує це тим, що знову оповідає нам про Різ-028.»
Оглядач «IGN» Гайден Мерс писав: «На щастя чи на жаль, другий сезон „Halo“ ще більше закріплює за серіалом „Paramount+“ статус окремого творіння, відмінного від мегапопулярних ігор, які його надихнули. Однак він так і не досягає тих високих цілей, які були поставлені перед ним. Адаптація пережила творчі потрясіння, помірковану критику та потік скарг фанатів. Але залишається одне непереборне завдання: як це змусить нас перейматися? Поки що ніяк. Так, вражаюче передані зображення „Halo“ та ретельно поставлені дії є життєво важливими переходами від незграбної динаміки та важкої політиканської гри, що переповнюють його історію. Але важко ігнорувати, наскільки все це здається „плоским“.»
В огляді «TL;DR Movie Reviews and Analysis» Браян Макнамара проставив серії 3.5 зірки з 5 і зазначав: «Чи рекомендуємо ми вам „Halo: Sword“? Так, але із невеликою обережністю. Коли нарешті гравці розкривають свої карти, ви можете відчути, як увесь епізод стає на своє місце. Але чи варто дійти до цього моменту — вирішувати вам.»
Кофі Аутлав для «ComicBook.com» в огляді зазначено: "Епізод 2 сезону «Halo» «Меч» мав незавидну роботу — продовжити епічну битву та інтриги прем'єрного епізоду «Святилище». Епізод 2, безсумнівно, повільніше розглядає головних персонажів та сюжетні лінії. Але, як ви побачите, було зроблено чимало переміщень фігур та розстановки по місцяхм."

## Знімались
| Актор               | Роль                 |
| ------------------- | -------------------- |
| Пабло Шрайбер       | Чіф                  |
| Наташа Мак-Елгон    | Кетрін Голзі         |
| Джозеф Морган       | Джеймс Акерсон       |
| Шабана Азмі         | адміралка Парангоскі |
| Крістіна Беннінгтон | Кортана              |
| Наташа Кулзак       | Різ-028              |
| Олів Грей           | Міранда Кейс         |
| Єрін Ха             | Кван                 |
| Бентлі Калу         | Ваннак-134           |
| Кейт Кеннеді        | Кей-125              |
| Чарлі Мерфі         | Макі; Благословенна  |
| Фіона О'Шонессі     | Лаера                |
| Крістіна Родло      | Талія Перес          |
| Денні Сапані        | Джейкоб Кейєс        |
| Джен Тейлор         | Кортана (голос)      |
| Віктор Окерблом     | Арбітр               |
| Тайлан Бейлі        | Кеслер               |
| Бокім Вудбайн       | Сорен-066            |